# She's a Mystery to Me
Singles de Roy Orbison
You Got It
(1989) California Blue
(1989)
Clip vidéo
[vidéo] « She's a Mystery to Me », sur YouTube
She's a Mystery to Me est une chanson écrite et composée par The Edge et Bono et interprétée par le chanteur de rock américain Roy Orbison, sortie en single à titre posthume en février 1989 comme deuxième extrait de l'album Mystery Girl.
Après You Got It, extrait du même album, c'est un nouveau succès posthume pour le chanteur décédé le 6 décembre 1988 d'une crise cardiaque.
Bono joue de la guitare électrique sur la chanson. Il l'a écrite et composée avec son partenaire dans le groupe U2, The Edge. U2 l'a plusieurs fois interprétée sur scène, la première fois en décembre 1989 à Dublin. Une version live, enregistrée à New York le 22 novembre 2004 apparaît en face B du single All Because of You.

## Clip
Le clip vidéo, dont il existe deux versions, est réalisé par David Fincher,.

## Classements hebdomadaires
| Classements (1989)                         | Meilleure position |
| ------------------------------------------ | ------------------ |
| Australie (ARIA)                           | 17                 |
| Belgique (Flandre Ultratop 50 Singles)     | 12                 |
| États-Unis (Hot Adult Contemporary Tracks) | 23                 |
| Irlande (IRMA)                             | 5                  |
| Nouvelle-Zélande (RMNZ)                    | 30                 |
| Pays-Bas (Nederlandse Top 40)              | 18                 |
| Pays-Bas (Single Top 100)                  | 19                 |
| Royaume-Uni (UK Singles Chart)             | 27                 |

## Utilisation au cinéma
She's a Mystery to Me est entendue pendant une scène du film Aquaman sorti en 2018, mais elle ne figure pas sur l'album de la bande originale.